# Impresja III (Koncert)
Impresja III (Koncert) – obraz olejny na płótnie autorstwa Wassilego Kandinsky’ego z 1911 roku, o wymiarach 77,5 x 100 cm. Sygnowany w prawym dolnym rogu: Kandinsky 1911. Jest własnością Städtische Galerie w Lenbachhaus w Monachium (nr inw. GMS 78). Muzeum zakupiło go w 1957 roku ze środków fundacji Gabriele Münter.

## Opis i interpretacja
Jest to obraz abstrakcyjny, w którym dominują barwy: żółta, czarna oraz biała. W górnej połowie obrazu widnieje czarny, nieregularny trójkąt, chylący się ukośnie w prawą stronę. Poniżej niego roztacza się żółta plama, zajmująca większą część prawej części płótna, rozlewając się u dołu aż po jego lewą, dolną krawędź. W centralnej części dzieła oraz w jego lewym górnym rogu widać różnobarwne plamy oraz ekspresyjne pociągnięcia pędzlem.
Kandinsky namalował obraz pod wrażeniem koncertu Arnolda Schönberga, którego wysłuchał 2 stycznia 1911 roku w Monachium. Po tym wydarzeniu nawiązał z nim korespondencję, a później współpracę artystyczną. Czarny trójkąt w górnej części to fortepian. Kolorowe plamy przed nim oraz z lewej strony to słuchacze, wznoszący ramiona w geście zachwytu. Lewy górny róg zajmuje czysta abstrakcja, którą historycy sztuki Helmut Friedel oraz Annegret Hoberg interpretują jako strumień dźwięku. W tekście na potrzeby katalogu wystawy w Lenbachhaus zwrócili uwagę, że Kandinsky w sposób szczególny kojarzył barwę żółtą z doświadczaniem muzyki. Wbrew nazwie, praca z podtytułem Koncert była pierwszą z serii obrazów pt. Impresja. Abstrakcja ilustruje zarówno doświadczenie wizualne jak i muzyczne. Nie jest dokumentem konkretnego punktu koncertu, ale wrażeniem jego całości. Wskazuje na to m.in. nierealistyczne ustawienie pianisty tyłem do publiczności. Na podstawie korespondencji wiadomo natomiast, że wykonaniem, które szczególnie mocno wpłynęło na Kandinsky’ego były Trzy utwory fortepianowe op. 11 (zob. lista dzieł Arnolda Schönberga), w którym Schönberg całkowicie zrywa z tonalnością. W trzecim z tytułowych utworów kompozytor burzy wszelką strukturę kompozycji. W tej części pozwala wybuchnąć wyrazistym rytmom i akordom o zmieniających się nastrojach. W Impresji III Kandinsky po raz pierwszy przeniósł doświadczenia dźwięków na język malarstwa, prezentując tym samym zjawisko synestezji. W późniejszych pracach będzie podejmował tę tematykę wielokrotnie. W korespondencji malarz opisywał swoje skojarzenia poszczególnych kolorów z odpowiadającymi im dźwiękami lub tonami.
Impresja III jest jednym ze wczesnych dzieł Kandinsky’ego w stylu określanym jako dramatyczny. Obrazy z lat 1910–1920 cechują silne i wyraziste kontury oraz zdecydowany koloryt. Jednocześnie zawierają one jeszcze nawiązania do figury, z których Kandinsky zrezygnował zupełnie po 1920 roku.